# HMS Devastation (1871)
Pour les autres navires du même nom, voir HMS Devastation.
Le HMS Devastation était un cuirassé à coque en fer britannique à vapeur de la Royal Navy lancé en 1871. Premier d'une série de deux vaisseaux de la classe Devastation, il fut le premier navire capital à être totalement dénué de voile. Il marque une étape importante dans la transition entre marine à voile et marine à vapeur qui s'opère dans la seconde moitié du XIXe siècle. Il est également le premier navire dont tout l'armement principal est disposé sur le pont du navire.

## Conception et construction

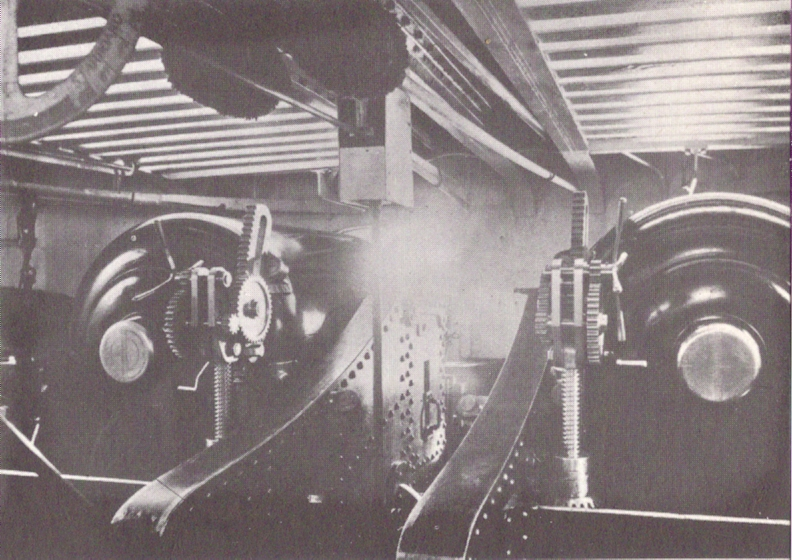
Vue de l'intérieur de l'une des deux tourelles principales. On y voit l'arrière des deux canons de 305 mm (à rechargement par la bouche) qui y sont disposés. Ces canons seront remplacés en 1891 par des modèles de 254 mm à rechargement par l'arrière.

La construction du HMS Devastation prend place dans un contexte où la propulsion à vapeur est déjà largement établie parmi les grandes puissances navales de l'époque. Cependant, si la plupart des navires construit à partir de 1860 sont équipés d'une machine à vapeur, ils conservent tout de même des mâts et des voiles en tant que moyen de propulsion auxiliaire. La présence de mâts interdisait ainsi l'utilisation de tourelles pour les canons car le gréement obstruerait leur arc de tir.
Conçu par l'architecte naval Sir Edwar J. Reed, le HMS Devastation constitue au moment de son lancement une évolution majeure dans l'architecture navale avec sa construction sans mâts et son armement principal agencé en deux tourelles placées sur le pont, abritant deux canons de 12 pouces (305 mm) chacune et offrant un arc-de-tir de 280°.
Le HMS Devastation est le premier navire à tourelle à être construit selon un plan de l'Amirauté. Il mesure 87 m de long pour une largeur de 18,97 m, un tirant d'eau moyen de 7,96 m et un franc-bord de seulement 1,37 m. Lors de son lancement, il est armé de quatre canons RML de 12 pouces (305 mm) pesant chacun 25 tonnes, montés par paires dans deux tourelles et protégés par un blindage de 300 à 360 mm d'épaisseur. Sa coque est protégée par un blindage de 250 à 300 mm selon les zones ; il est également équipé d'un éperon. Le navire possède un double fond, et l'intérieur est divisé en compartiments étanches. Il est propulsé par deux hélices quadripales de 5,33 m de diamètre, chacune étant actionnée par deux moteurs à action directe construits par John Penn and Sons of Greenwich, fournissant un total de 5 600 chevaux (4 200 kW), avec huit chaudières, fonctionnant à une pression de 210 kPa, ce qui permet d'atteindre une vitesse maximale de 12 nœuds (22 km/h). Le HMS Devastation pouvait transporter 1 350 tonnes de charbon, ce qui lui donne une portée de 3 550 milles marins (6 570 km) à 12 nœuds ou 5 570 milles marins (10 320 km) à 10 nœuds (19 km/h). Il pouvait également embarquer 30 tonnes d'eau, quantité suffisante pour trois semaines en mer, et 19 tonnes de provisions, l'équivalent de six semaines de ravitaillement pour son équipage de 329 personnes.
À la suite de la perte du HMS Captain en septembre 1870, dont le naufrage fut en partie causé par l'instabilité induite par les tourelles qui y étaient installées, une commission est créée au sein de la Royal Navy pour examiner les autres navires existants dotés de cette architecture, en particulier le HMS Devastation, alors encore en construction. Bien que cette commission n'ai trouvé aucun problème particulier sur ce dernier, certaines modifications furent entreprises par précaution. Le franc-bord est alors rehaussé à 3,28 m et des cloisons blindées de 100 à 150 mm d'épaisseurs sont ajoutées pour offrir une protection supplémentaire aux moteurs et aux soutes à munitions. Les canons sont aussi remplacés au profit de modèles de même calibre mais plus lourds. Le poids supplémentaire induit par ces modifications augmente alors le tirant d'eau à 8,13 m.
Les essais en mer du navire débutent en 1873 et génèrent un fort engouement du public, en partie de par la nouveauté que représente alors un navire de guerre dénué de voile. Durant ces essais, il atteint la vitesse de 13,84 nœuds (25,63 km/h).
Pour juger de son comportement dans diverses conditions de mer, il accompagne ensuite les frégates cuirassées HMS Agincourt et HMS Sultan dans un voyage de Plymouth jusqu'à Castletownbere, dans le sud de l'Irlande. Il effectue ensuite deux croisières dans l'Atlantique. Hormis une tendance de son gaillard bas à être balayé par la mer, il s'est légèrement mieux comporté que ses compagnons en termes de tangage et de roulis.

## Service actif
Au début de sa carrière opérationnelle, le HMS Devastation sert principalement dans la Manche et en Méditerranée.
En 1891, les canons de 12 pouces sont remplacés par des canons de 10 pouces à chargement par la culasse et le navire se voit doté de nouveaux moteurs à vapeur à triple expansion.
En 1901, il est navire de garde au port de Gibraltar, jusqu'à ce qu'il soit relevé en tant que tel par le HMS Irresistible nouvellement mis en service en février 1902. Il quitte le quartier général de la  Mediterranean Fleet de Malte le 19 février 1902 et, après une dernière visite à Gibraltar, arrive à Plymouth le 2 avril . Il est retiré du service à Devonport le 18 avril. Il participe encore par la suite à la revue de la flotte tenue à Spithead le 16 août 1902 pour le couronnement du roi Édouard VII .
Plus tard, il est réaménagé et affecté à la First Reserve Fleet basée en Écosse. Il est finalement détruit en 1908.